# Кауфман, Карел
Карел Йозеф Кауфман (нидерл. Karel Jozeph Kaufman; 29 апреля 1898, Амстердам — 10 декабря 1977, Харлем) — нидерландский футболист и тренер. Был председателем правления Нидерландской футбольной ассоциации.

## Ранние годы
Карел Йозеф Кауфман родился 29 апреля 1898 года в Амстердаме в семье Мартинюса Кауфмана и его жены Эке Постмы. Он был старшим ребёнком в семье — у него была сестра Агнеса. Их мать умерла когда они были детьми, а в январе 1906 года их отец, работавший учителем гимнастики, женился во второй раз. От второго брака отца было несколько детей.

## Карьера
В качестве игрока всю карьеру Кауфман провёл за клуб «Ахиллес 1894», выступая за него с 1916 по 1934 год, придя из любительского клуба «Ватерграфсмер». В то время он был военнослужащим и имел звание сержанта. В «Ахиллесе» Карел был одним из самых уважаемых игроков, капитаном команды, а также занимал руководящие должности в управляющей структуре клуба. В 1922 году Кауфман был вызван в сборную Нидерландов на матч со Швейцарией, но на поле не вышел. Но зато Кауман играл за сборную Северной Голландии.
Ещё не закончив карьеру игрока, Кауфман получил в 1933 году лицензию тренера, став одним из первых лицензированных тренеров в Нидерландах. В 1940 году Кауман возглавил клуб «Фейеноорд», но особых успехов с командой не добился. Затем он руководил только сборной Нидерландов, трижды принимая «тренерский мостик» команды.
После завершения карьеры тренера, Кауман работал преподавателем на курсах футбольных тренеров, а также в Институте спортивных лидеров в Овервене.

## Личная жизнь
Кауфман женился в возрасте двадцати четырёх лет. Его избранницей стала 24-летняя Элизабет Брегина Дауэс, уроженка Ассена. Их брак был зарегистрирован 10 октября 1922 года в Ассене. В июле 1923 года у них родилась первая дочь Элизабет, а через четыре года вторая — Хендрика Йоханна.
Карел умер в декабре 1977 года в возрасте 79 лет. Похоронен на кладбище Вестервелд